# Sportowe ratownictwo wodne na Światowych Wojskowych Igrzyskach Sportowych 2019 – szybka pomoc na dystansie 100 m mężczyzn
Szybka pomoc na dystansie 100 m mężczyzn – jedna z konkurencji sportowego ratownictwa wodnego rozgrywanych podczas Światowych Wojskowych Igrzysk Sportowych 2019 w chińskim Wuhanie. 
Eliminacje i finał rozegrane zostały w dniu 21 października 2019 roku na pływalni Wuhan Five Rings Sports Center Natatorium. Złoty medal zdobył Chińczyk Ling Huanan z czasem 1:02,13, ustanawiając w finale rekord  Igrzysk wojskowych. Srebro zdobył Polak Adam Dubiel.

## Rekordy
Przed igrzyskami wojskowymi 2019 obowiązywały następujące rekordy:
| Rekord świata             | Matthew Davis     | 058,82  | Warendorf | 25 listopada 2017(dts) |
| Rekord igrzysk wojskowych | Marcel Hassemeier | 1:03,47 | Warendorf | 1 stycznia 2010(dts)   |

W trakcie zawodów ustanowiono nowy rekord Igrzysk wojskowych.
| Rekord Igrzysk wojskowych | Adam Dubiel (POL) | 1:03,27 (wyścig el. nr 4)  | 21 października 2019(dts) |
| Rekord Igrzysk wojskowych | Ling Huanan (CHN) | 01:02,13 (wyścig finałowy) | 21 października 2019(dts) |

## Terminarz
| Data                 | Godzina (UTC+09:00 | Wydarzenie             |
| -------------------- | ------------------ | ---------------------- |
| 21 października 2019 | 9:15               | Wyścigi kwalifikacyjne |
| 21 października 2019 | 19:05              | Finał                  |

## Wyniki

### Kwalifikacje
Do zawodów zgłosiło się 26 zawodników.

#### Wyścig 1
| Poz. | Imię i nazwisko   | Narodowość | Tor | Reakcja | Wynik   | Uwagi | Kwal. |
| ---- | ----------------- | ---------- | --- | ------- | ------- | ----- | ----- |
| 1    | Guilherme Rosolen | Brazylia   | 3   | 0,71    | 1:04,87 |       | Q     |
| 2    | Rick de Greef     | Holandia   | 5   | 0,71    | 1:17,05 |       |       |
| -    | Guilherme Roth    | Brazylia   | -   | -       | DNS     |       |       |

Źródło:

#### Wyścig 2
| Poz. | Imię i nazwisko       | Narodowość | Tor | Reakcja | Wynik   | Uwagi | Kwal. |
| ---- | --------------------- | ---------- | --- | ------- | ------- | ----- | ----- |
| 1    | Nikolai Skvortsov     | Rosja      | 7   | 0,81    | 1:04,20 |       | Q     |
| 2    | Amedeo Cesarano       | Włochy     | 4   | 0,62    | 1:04,92 |       | Q     |
| 3    | Toribio Miguel Lopez  | Hiszpania  | 5   | 0,71    | 1:06,76 |       | Q     |
| 4    | Pedram Maldarghasri   | Iran       | 3   | 0,69    | 1:13,65 |       |       |
| 5    | Sandro Michael Wagner | Szwajcaria | 6   | 0,70    | 1:14,28 |       |       |
| 6    | Mauriz Perez          | Hiszpania  | 2   | 0,77    | 1:16,36 |       |       |

Źródło:

#### Wyścig 3
| Poz. | Imię i nazwisko         | Narodowość | Tor | Reakcja | Wynik   | Uwagi | Kwal. |
| ---- | ----------------------- | ---------- | --- | ------- | ------- | ----- | ----- |
| 1    | Ling Huanan             | Chiny      | 3   | 0,68    | 1:05,20 |       | Q     |
| 2    | Bartosz Stanielewicz    | Polska     | 5   | 0,78    | 1:06,08 |       | Q     |
| 3    | Niu Yujie               | Chiny      | 4   | 0,70    | 1:06,51 |       | Q     |
| 4    | Zachary Keith Zeiler    | Kanada     | 7   | 0,63    | 1:10,31 |       | R     |
| 5    | Youri Kool              | Holandia   | 8   | 0,69    | 1:11,27 |       |       |
| 6    | Carl Anton Dalljo       | Niemcy     | 2   | 0,75    | 1:11,68 |       |       |
| 7    | Pourei Shafiei Alavijeh | Iran       | 6   | 0,81    | 1:15,88 |       |       |
| 8    | Kim Se Hyun             | Kanada     | 1   | 0,68    | 1:24,09 |       |       |

Źródło:

#### Wyścig 4
| Poz. | Imię i nazwisko               | Narodowość | Tor    | Reakcja | Wynik   | Uwagi | Kwal. |
| ---- | ----------------------------- | ---------- | ------ | ------- | ------- | ----- | ----- |
| 1    | Adam Dubiel                   | Polska     | 4      | 0,74    | 1:03,27 | CR    | Q     |
| 2    | Gianni Landi                  | Włochy     | 5      | 0,70    | 1:07,82 |       | R     |
| 3    | Cyrill Albus                  | Szwajcaria | 6      | 0,71    | 1:10,82 |       |       |
| 4    | Gonzalez Frithjof             | Niemcy     | 7      | 0,77    | 1:14,34 |       |       |
| 5    | Max Petersson                 | Szwecja    | 1      | 0,80    | 1:19,73 |       |       |
| 6    | Daniel Mattisson              | Szwecja    | 8      | 0,84    | 1:29,39 |       |       |
| 7 !  | Nikolai Poturaev              | Rosja      | 9,99 ! | 9,99 !  | DNS     |       |       |
| 8 !  | Diego Anders Herrera Escallon | Kolumbia   | 9,99 ! | 9,99 !  | DNS     |       |       |

Źródło:

### Finał
| Poz.   | Imię i nazwisko      | Narodowość | Tor | Reakcja | Wynik   | Uwagi |
| ------ | -------------------- | ---------- | --- | ------- | ------- | ----- |
| złoto  | Ling Huanan          | Chiny      | 2   | 0,67    | 1:02,13 | CR    |
| srebro | Adam Dubiel          | Polska     | 4   | 0,72    | 1:02,93 |       |
| brąz   | Nikolai Skvortsov    | Rosja      | 5   | 0,78    | 1:03,39 |       |
| 4      | Guilherme Rosolen    | Brazylia   | 3   | 0,78    | 1:03,51 |       |
| 5      | Amedeo Cesarano      | Włochy     | 6   | 0,62    | 1:03,75 |       |
| 6      | Bartosz Stanielewicz | Polska     | 7   | 0,79    | 1:05,74 |       |
| 7      | Toribio Miguel Lopez | Hiszpania  | 8   | 0,69    | 1:05,88 |       |
| 8      | Niu Yujie            | Chiny      | 1   | 0,75    | 1:07,51 |       |

Źródło: